# Marcello De Dorigo
Marcello De Dorigo (* 2. Juni 1937 in Rocca Pietore; † 9. September 2024) war ein italienischer Skilangläufer.

## Sportliche Laufbahn
De Dorigo, der für den G.S. Fiamme Gialle startete, trat international erstmals bei den Nordischen Skiweltmeisterschaften 1958 in Lahti in Erscheinung. Dort kam er auf den 20. Platz über 15 km. Bei den Olympischen Winterspielen 1960 in Squaw Valley wurde er Neunter über 15 km und Fünfter mit der Staffel. Zwei Jahre später errang er bei den Nordischen Skiweltmeisterschaften in Zakopane erneut den fünften Platz mit der Staffel. Seine letzten internationalen Rennen absolvierte er bei den Olympischen Winterspielen 1964 in Innsbruck. Dort lief er auf den 27. Platz über 15 km, auf den 15. Rang über 30 km und auf den fünften Platz mit der Staffel. Bei italienischen Meisterschaften siegte er achtmal. Seine sportliche Karriere endete im November 1964. Nachdem er sich beim Training verirrte, wurden ihn sechs Zehen aufgrund von Erfrierungen amputiert. Nach seiner Karriere leitete er das Langlaufzentrum in Falcade.